# 2006年世界房車錦標賽意大利站
2006年世界房車錦標賽意大利站是2006年度世界房車錦標賽的第一站賽事，正式比賽在2006年4月2日於意大利蒙扎賽道上舉行。這是第二次在意大利舉行賽事。第一回合由寶馬車隊的派奧勝出，第二回合由N.Technology車隊的法夫斯勝出。